# 小行星8207
小行星8207（英語：8207 Suminao）是一颗围绕太阳公转的小行星。1994年12月31日，小林隆男在大泉町发现了此天体。
这颗小行星的绝对星等为294.4846735876678等。